# Djaimilia Pereira de Almeida
Ana Djaimilia dos Santos Pereira de Almeida Brito (* 1982 in Luanda, Angola) ist eine angolanisch-portugiesische Romanautorin und Essayistin. Sie wuchs in der Nähe von Lissabon auf. Sie ist promovierte Literaturtheoretikerin, Autorin und schreibt für verschiedene Zeitschriften und Magazine. Almeida lebt in Lissabon.
Sie erhielt 2018 ein Stipendium vom portugiesischen Kulturministerium und wurde mit mehreren Preisen und Auszeichnungen geehrt, darunter der Prémio Literário Fundação Inês de Castro 2018, der Prémio Literário Fundação Eça de Queiroz 2019 und der Prémio Oceanos 2019. 2022 erschien ihr Roman A Visão das Plantas (2019) in der Übersetzung ins Deutsche durch Barbara Mesquita im Unionsverlag. Im selben Jahr ist Almeida während fünf Monaten Writer in Residence von Literaturhaus Zürich und Stiftung PWG.

## Werke
- Esse Cabelo. Teorema, Alfragide 2015, ISBN 978-972-47-5038-5.
- Esse Cabelo. A tragicomédia de um cabelo crespo que cruza fronteiras. LeYa, Rio de Janeiro 2017, ISBN 978-85-441-0522-1.
- Ajudar a cair. Fundação Francisco Manuel dos Santos, 2017, ISBN 978-989-8838-91-9
- Luanda, Lisboa, Paraíso. Companhia das Letras, 2018, ISBN 978-989-665-591-4
- Pintado com o pé. Relógio D’Água Editores, 2019, ISBN 978-989-641-917-2
- A Visão das Plantas. Relógio D’Água Editores, 2019, ISBN 978-989-641-975-2

deutsch: Im Auge der Pflanzen. Unionsverlag, 2021, ISBN 978-3-293-00581-5
- As Telefones. Relógio D’Água Editores, 2020, ISBN 978-989-783-011-2
- Regras de Isolamento. Fundação Francisco Manuel dos Santos, 2020, ISBN 978-989-9004-74-0
- Maremoto. Relógio D’Água Editores, 2021, ISBN 978-989-783-123-2

deutsch: Seebeben. Unionsverlag, 2023, ISBN 978-3-293-00595-2